# Sindaci di Paternò
Segue la cronotassi dei sindaci di Paternò, dal 1818, ad oggi.

## Regno delle Due Sicilie (1816-1848)
| Periodo           | Periodo          | Primo cittadino          | Partito | Carica  | Note  |
| ----------------- | ---------------- | ------------------------ | ------- | ------- | ----- |
| 1818              |                  | Diego De Amore Scammacca |         | Sindaco |       |
| 1820              |                  | Calcedonio Quartararo    |         | Sindaco |       |
| 9 gennaio 1820    | 27 febbraio 1823 | Giuseppe Coniglio        |         | Sindaco |       |
| 1º marzo 1823     | 2 agosto 1826    | Diego De Amore Scammacca |         | Sindaco |       |
| 24 settembre 1826 | 2 gennaio 1831   | Felice Galifi            |         | Sindaco |       |
| 4 gennaio 1831    | 28 marzo 1823    | Gioacchino Savuto Galifi |         | Sindaco |       |
| 29 marzo 1833     | 27 maggio 1834   | Antonino Anicito Guido   |         | Sindaco | [ 3 ] |
| 28 maggio 1834    | 28 maggio 1838   | Antonino Gaudio          |         | Sindaco |       |
| 29 maggio 1839    | 8 luglio 1840    | Salvatore Tripi          |         | Sindaco |       |
| 11 luglio 1840    | 16 agosto 1842   | Alessandro Coniglio      |         | Sindaco |       |
| 22 agosto 1842    | 9 agosto 1846    | Antonino Battiati Russo  |         | Sindaco |       |
| 13 agosto 1846    | 8 luglio 1848    | Barbaro Lascasas         |         | Sindaco |       |

## Regno di Sicilia (1848-1849)
| Periodo        | Periodo       | Primo cittadino     | Partito | Carica                                 | Note |
| -------------- | ------------- | ------------------- | ------- | -------------------------------------- | ---- |
| 13 luglio 1848 | 8 aprile 1849 | Giuseppe Maria Cara |         | Presidente del comitato rivoluzionario |      |

## Regno delle Due Sicilie (1849-1861)
| Periodo         | Periodo        | Primo cittadino          | Partito | Carica                                 | Note  |
| --------------- | -------------- | ------------------------ | ------- | -------------------------------------- | ----- |
| 12 aprile 1849  | 30 giugno 1855 | Barbaro Lascasas         |         | Sindaco                                |       |
| 1º gennaio 1856 | 10 giugno 1858 | Filippo Tripi            |         | Sindaco                                | [ 3 ] |
| 12 luglio 1858  | 27 maggio 1860 | Antonino Ciancio Moncada |         | Sindaco                                |       |
| 27 maggio 1860  | 30 giugno 1860 | Francesco Ciancio Tripi  |         | Presidente del comitato rivoluzionario |       |
| 30 giugno 1860  | 14 aprile 1861 | Simone Coniglio          |         | Presidente del Municipio               |       |

## Regno d'Italia (1861-1946)
| Periodo           | Periodo           | Primo cittadino             | Partito                                    | Carica                            | Note |
| ----------------- | ----------------- | --------------------------- | ------------------------------------------ | --------------------------------- | ---- |
| 15 aprile 1861    | 31 dicembre 1863  | Giuseppe Maria Cara         |                                            | Sindaco                           |      |
| 1º gennaio 1864   | 22 marzo 1871     | Onofrio Caruso              |                                            | Sindaco                           |      |
| 25 marzo 1871     | 6 settembre 1881  | Antonino Amore Reggio       |                                            | Sindaco                           |      |
| 8 settembre 1881  | 2 febbraio 1882   | Emanuele Bellia Rispoli     |                                            | Sindaco                           |      |
| 12 febbraio 1882  | febbraio 1882     | Battiati                    |                                            | Assessore delegato                |      |
| febbraio 1882     | febbraio 1882     | Pulvirenti                  |                                            | Assessore delegato                |      |
| 7 marzo 1882      | 19 febbraio 1883  | Salvatore Cutore            |                                            | Sindaco                           |      |
| 25 marzo 1884     | 28 dicembre 1885  | Salvatore Cutore            |                                            | Sindaco                           |      |
| gennaio 1886      | maggio 1886       | Tommaso Alati               |                                            | Commissario straordinario         |      |
| 30 maggio 1886    | 25 luglio 1887    | Alessandro Strano Battaglia |                                            | Sindaco                           |      |
| 1º gennaio 1890   | 31 dicembre 1890  | Gaspare Battiati            |                                            | Sindaco                           |      |
| 1º gennaio 1891   | 14 novembre 1895  | Francesco Indelicato        |                                            | Sindaco                           |      |
| 20 gennaio 1896   | 22 aprile 1896    | Concetto Oliveri            |                                            | Sindaco                           |      |
| 2 ottobre 1896    | 31 dicembre 1898  | Carmelo Moncada             |                                            | Sindaco                           |      |
| 7 novembre 1899   | 31 marzo 1900     | Carmelo Moncada             |                                            | Sindaco                           |      |
| 19 aprile 1900    | 5 maggio 1900     | Sebastiano Grasso           |                                            | Sindaco                           |      |
| 31 maggio 1900    | 31 ottobre 1900   | Francesco Signorelli Sotera |                                            | Sindaco                           |      |
| 3 novembre 1900   | 15 giugno 1901    | Francesco Sparpaglia        |                                            | Sindaco                           |      |
| 16 giugno 1901    | 6 settembre 1902  | Salvatore Strano Giuffrida  |                                            | Sindaco                           |      |
| 28 novembre 1902  | 31 gennaio 1904   | Carmelo Moncada             |                                            | Sindaco                           |      |
| 3 marzo 1904      | 24 marzo 1904     | Filippo Ciancio             |                                            | Sindaco                           |      |
| 14 aprile 1904    | 20 febbraio 1905  | Giuseppe Cutore Amico       |                                            | Sindaco                           |      |
| 23 febbraio 1905  | 6 luglio 1905     | Francesco Sparpaglia        |                                            | Sindaco                           |      |
| 13 luglio 1905    | 10 maggio 1906    | Pietro Paolo Pulvirenti     |                                            | Sindaco                           |      |
| 23 dicembre 1906  | 30 agosto 1907    | Ignazio Amore               |                                            | Sindaco                           |      |
| 28 ottobre 1907   | 18 settembre 1918 | Francesco Indelicato        |                                            | Sindaco                           |      |
| 19 settembre 1918 | 27 agosto 1919    | Achille Covelli             |                                            | Commissario prefettizio           |      |
| 28 agosto 1919    | 26 settembre 1920 | Rosario Brancati            |                                            | Commissario prefettizio           |      |
| 26 settembre 1920 | 26 maggio 1921    | Natale Strano               |                                            | Sindaco                           |      |
| 26 maggio 1921    | 20 maggio 1923    | Pietro Guido                |                                            | Sindaco                           |      |
| 21 maggio 1923    | 1º marzo 1924     | Giuseppe Barbiani           |                                            | Commissario prefettizio           |      |
| 2 marzo 1924      | 15 dicembre 1924  | Gaspare Clarenza            |                                            | Commissario prefettizio           |      |
| 16 dicembre 1924  | 22 giugno 1927    | Antonino D'Angelo           |                                            | Sindaco                           |      |
| 22 giugno 1927    | 31 agosto 1927    | Natale Strano               |                                            | Commissario prefettizio           |      |
| 31 agosto 1927    | 8 ottobre 1927    | Vittorio Micale             |                                            | Commissario prefettizio           |      |
| 8 ottobre 1927    | 31 gennaio 1928   | Carmelo Moncada             |                                            | Commissario prefettizio           |      |
| 1º febbraio 1928  | 13 agosto 1928    | Carmelo Moncada             | Partito Nazionale Fascista                 | Podestà                           |      |
| 13 agosto 1928    | 24 aprile 1929    | Salvatore Pepe              |                                            | Commissario prefettizio           |      |
| 24 aprile 1929    | 15 dicembre 1931  | Rosario La Russa            | Partito Nazionale Fascista                 | Podestà                           |      |
| 16 dicembre 1931  | 10 marzo 1932     | Attilio Stagni              |                                            | Commissario prefettizio           |      |
| 10 marzo 1932     | 28 maggio 1932    | Placido Tomaselli           |                                            | Commissario prefettizio           |      |
| 22 agosto 1932    | 1938              | Francesco Fallica Renna     |                                            | Commissario prefettizio e Podestà |      |
| 15 maggio 1939    | 28 ottobre 1939   | Giuseppe Ventimiglia        |                                            | Commissario prefettizio           |      |
| 16 maggio 1940    | 24 aprile 1942    | Giuseppe Strano             |                                            | Delegato podestarile              |      |
| 15 aprile 1942    | 20 agosto 1942    | Sabino Alvino               |                                            | Commissario prefettizio           |      |
| 20 agosto 1942    | 18 novembre 1943  | Federico Ciancio Tripi      |                                            | Commissario prefettizio           |      |
| 29 novembre 1943  | 7 dicembre 1943   | Salvatore Ricceri           |                                            | Commissario prefettizio           |      |
| 7 dicembre 1943   | 31 dicembre 1943  | Natale Strano               |                                            | Commissario prefettizio           |      |
| 1º gennaio 1944   | 12 maggio 1945    | Natale Strano               |                                            | Sindaco                           |      |
| 12 maggio 1945    | 15 ottobre 1945   | Sabino Alvino               |                                            | Commissario prefettizio           |      |
| 15 ottobre 1945   | 13 aprile 1946    | Santi Messina               |                                            | Commissario prefettizio           |      |
| 13 aprile 1946    | 21 novembre 1946  | Vincenzo Puglisi            | Movimento per l'Indipendenza della Sicilia | Sindaco                           |      |

## Repubblica Italiana (1946-oggi)
| Periodo           | Periodo           | Primo cittadino              | Partito                                      | Carica                    | Note   |
| ----------------- | ----------------- | ---------------------------- | -------------------------------------------- | ------------------------- | ------ |
| 22 novembre 1946  | 29 gennaio 1947   | Francesco Asmondo            | Movimento per l'Indipendenza della Sicilia   | Assessore anziano         |        |
| 29 gennaio 1947   | 24 maggio 1952    | Gaetano Pulvirenti           | Democrazia Cristiana                         | Sindaco                   |        |
| 12 luglio 1952    | 23 settembre 1955 | Gaetano Pulvirenti           | Democrazia Cristiana                         | Sindaco                   | [ 4 ]  |
| 22 settembre 1955 | 10 giugno 1956    | Domenico Gaspari             |                                              | Commissario prefettizio   |        |
| 27 maggio 1956    | 9 dicembre 1960   | Barbaro Lo Giudice           | Democrazia Cristiana                         | Sindaco                   | [ 5 ]  |
| 10 dicembre 1960  | 30 aprile 1964    | Rosario La Russa             | Democrazia Cristiana                         | Sindaco                   | [ 6 ]  |
| 22 aprile 1964    | 3 agosto 1964     | Lorenzo Smeraldi             |                                              | Commissario regionale     | [ 7 ]  |
| 25 luglio 1964    | 4 gennaio 1965    | Gioachino Pulvirenti         |                                              | Commissario straordinario | [ 8 ]  |
| 23 gennaio 1965   | 7 giugno 1970     | Giuseppe Benfatto            | Democrazia Cristiana                         | Sindaco                   | [ 9 ]  |
| 18 luglio 1970    | 11 febbraio 1973  | Salvatore Sinatra            | Democrazia Cristiana                         | Sindaco                   | [ 10 ] |
| 12 febbraio 1973  | 28 ottobre 1973   | Giuseppe Zappalà             | Democrazia Cristiana                         | Sindaco                   |        |
| 29 ottobre 1973   | 22 luglio 1975    | Salvatore Sinatra            | Democrazia Cristiana                         | Sindaco                   |        |
| 23 luglio 1975    | 2 febbraio 1980   | Salvatore Sinatra            | Democrazia Cristiana                         | Sindaco                   |        |
| 3 febbraio 1980   | 7 luglio 1980     | Salvatore Sinatra            | Democrazia Cristiana                         | Sindaco                   |        |
| 8 luglio 1980     | 1º luglio 1982    | Gioachino Pulvirenti         | Democrazia Cristiana                         | Sindaco                   |        |
| 2 luglio 1982     | 2 febbraio 1984   | Salvatore Sinatra            | Democrazia Cristiana                         | Sindaco                   |        |
| 3 febbraio 1984   | 13 maggio 1985    | Giuseppe Zappalà             | Democrazia Cristiana                         | Sindaco                   |        |
| 14 maggio 1985    | 12 settembre 1985 | Giuseppe Zappalà             | Democrazia Cristiana                         | Sindaco                   |        |
| 13 settembre 1985 | 27 gennaio 1986   | Gioacchino Milazzo           | Democrazia Cristiana                         | Sindaco                   |        |
| 28 gennaio 1986   | 13 luglio 1986    | Gioacchino Milazzo           | Democrazia Cristiana                         | Sindaco                   |        |
| 22 luglio 1986    | 23 luglio 1986    | Giuseppe Cicero              | Democrazia Cristiana                         | Sindaco eletto            | [ 11 ] |
| 24 luglio 1986    | 6 aprile 1987     | Gioacchino Milazzo           | Democrazia Cristiana                         | Sindaco                   |        |
| 7 aprile 1987     | 31 luglio 1987    | Gioacchino Milazzo           | Democrazia Cristiana                         | Sindaco                   |        |
| 1º agosto 1987    | 22 ottobre 1987   | Salvatore Sinatra            | Democrazia Cristiana                         | Sindaco                   |        |
| 23 ottobre 1987   | 14 giugno 1988    | Salvatore Sinatra            | Democrazia Cristiana                         | Sindaco                   |        |
| 15 giugno 1988    | 29 agosto 1988    | Salvatore Sinatra            | Democrazia Cristiana                         | Sindaco                   |        |
| 30 agosto 1988    | 8 settembre 1988  | Salvatore Sinatra            | Democrazia Cristiana                         | Sindaco                   |        |
| 9 settembre 1988  | 22 febbraio 1989  | Salvatore Sinatra            | Democrazia Cristiana                         | Sindaco                   |        |
| 23 febbraio 1989  | 24 giugno 1990    | Carmelo Fallica              | Democrazia Cristiana                         | Sindaco                   |        |
| 25 giugno 1990    | 29 maggio 1991    | Barbaro Vittorio Finocchiaro | Democrazia Cristiana                         | Sindaco                   |        |
| 30 maggio 1991    | 5 dicembre 1991   | Sebastiano Scaccianoce       | Democrazia Cristiana                         | Sindaco                   |        |
| 6 dicembre 1991   | 24 ottobre 1992   | Giuseppe Torrisi             | Democrazia Cristiana                         | Sindaco                   |        |
| 4 novembre 1992   | 4 agosto 1993     | Alfredo Corsaro              | Partito Democratico della Sinistra           | Sindaco                   |        |
| 3 settembre 1993  | 22 novembre 1993  | Francesco Intrisano          |                                              | Commissario straordinario |        |
| 21 novembre 1993  | 30 novembre 1997  | Grazia Maria Ligresti        | La Rete                                      | Sindaca                   | [ 12 ] |
| 30 novembre 1997  | 12 giugno 2002    | Grazia Maria Ligresti        | La Rete                                      | Sindaca                   |        |
| 13 giugno 2002    | 29 maggio 2007    | Giuseppe Failla              | Alleanza Nazionale                           | Sindaco                   |        |
| 29 maggio 2007    | 21 maggio 2012    | Giuseppe Failla              | Alleanza Nazionale / Il Popolo della Libertà | Sindaco                   |        |
| 21 maggio 2012    | 12 giugno 2017    | Mauro Mangano                | Partito Democratico                          | Sindaco                   |        |
| 12 giugno 2017    | 11 giugno 2022    | Antonino Naso                | Liste Civiche e Fratelli di Paternò          | Sindaco                   |        |
| 11 giugno 2022    |                   | Antonino Naso                | Prima l’Italia e liste civiche di destra     | Sindaco                   |        |